# Đại hội UFO Quốc tế
Đại hội UFO Quốc tế (tiếng Anh: International UFO Congress) là một hội nghị thường niên được thành lập vào năm 1991 tại Arizona, dành riêng cho việc phổ biến thông tin liên quan đến nhiều khía cạnh về chủ đề UFO học. Hội nghị này từng được tổ chức tại Laughlin, Nevada, sau mới chuyển đến khu vực Phoenix, Arizona vào năm 2011. Hoạt động chính của hội nghị là các bài phát biểu của các nhà khoa học, nhà nghiên cứu, chuyên gia, hội nhóm đam mê UFO và và những người tự nhận đã tận mắt trải nghiệm hiện tượng UFO từ khắp nơi trên thế giới. Sự kiện kéo dài một tuần này thường có hơn ba mươi diễn giả, một liên hoan phim, nhà cung cấp và "người trải nghiệm" và các phiên thảo luận về những phát hiện liên quan đến UFO. Các chủ đề thường được nhắc đến là hiện tượng người ngoài hành tinh bắt cóc, trường hợp chứng kiến UFO, những vụ rơi UFO, vòng tròn đồng ruộng, trải nghiệm siêu linh và âm mưu của chính phủ. Các diễn giả từng tham dự bao gồm Richard Dolan, Travis Walton, Yvonne Smith, Kathleen Marden, George Knapp, Jeremy Corbell, David Childress, Kevin Day và Alejandro Rojas cùng những người khác.
Đại hội UFO Quốc tế thuộc sở hữu của gia đình Brown mãi đến năm 2010 mới bán cho hãng Open Minds Production. Năm 2017, hội nghị này lại một lần nữa đổi chủ và hiện thuộc sở hữu của hai tổ chức Out of This World Media và Events Incorporated.
Năm 2014,  Kỷ lục Thế giới Guinness đã bình chọn đây là hội nghị UFO lớn nhất thế giới.